# Brezovica, Šmarješke Toplice
Brezovica je naselje v Občini Šmarješke Toplice.